# Pikmin 4
Pikmin 4 é um jogo eletrônico de estratégia em tempo real desenvolvido pela Nintendo EPD e publicado pela Nintendo. É o quarto jogo principal da série Pikmin, depois de Pikmin 3, e o sexto jogo no geral. Foi lançado no Nintendo Switch em 21 de julho de 2023.
O jogo é o primeiro a apresentar um personagem personalizável pelo jogador e um novo sistema de expedição noturna em que os jogadores se defendem contra hordas de inimigos noturnos. O jogador assume o papel de um membro recém-recrutado da Brigada de Regaste, um grupo que precisa ser resgatado após uma tentativa frustrada de salvar o Capitão Olimar.
Pikmin 4 recebeu críticas positivas dos críticos, que elogiaram seu design de nível, visuais, pontuação, quantidade de conteúdo e acessibilidade para os novos jogadores e foi criticado pela as opções limitadas no modo multijogador e a dificuldade baixa.

## Desenvolvimento
Em 7 de setembro de 2015, o criador de Pikmin, Shigeru Miyamoto, confirmou à Eurogamer que Pikmin 4 estava em desenvolvimento, e "muito perto da conclusão". Em 7 de julho de 2016, Miyamoto disse em uma entrevista à E3 com a Game Rant que Pikmin 4 ainda estava em desenvolvimento, embora em uma prioridade menor. Em 19 de junho de 2017, Miyamoto garantiu à Eurogamer que o jogo ainda estava "progredindo". Nos anos seguintes, o jogo foi amplamente considerado um título vaporware até ser oficialmente revelado em 13 de setembro de 2022.
Pikmin 4 foi desenvolvido usando Unreal Engine, primeiro jogo feito pela Nintendo EPD que utiliza a tecnologia.
A equipe principal inclui o desenvolvedor veterano de Pikmin, Yuji Kando, que foi um dos dois diretores de Pikmin 3 e retorna como diretor chefe e diretor de programação; Yutaka Hiramuki como designer e escritor principal, responsável pelo level design e história de forma semelhante às suas responsabilidades em Pikmin 3; Takashi Tezuka retornou como produtor da série principal desde Pikmin 2, e Shigeru Miyamoto retorna como produtor geral, mesma posição que ele tinha em Pikmin 3.

## Recepção
Pikmin 4 recebeu críticas favoráveis, de acordo com o agregador de notas Metacritic, obtendo uma pontuação de 87/100 com base em 122 avaliações.
O site Nintendo Life deu nota 9 de 10, elogiando os gráficos, desempenho nos modos TV e portátil e design de nível. O site The Verge gostou das excursões noturnas e quebra-cabeças presentes em Pikmin 4, escrevendo: "Com o relógio correndo, esses desafios mais focados são uma boa mudança de ritmo em relação à jogabilidade padrão descontraída, mesmo que eu não entenda muito bem por que eles existem narrativamente".

### Vendas
No Japão, Pikmin 4 se tornou o jogo mais vendido na sua semana de lançamento, vendendo 401.853 unidades físicas, um número maior do que as vendas da primeira semana dos três jogos anteriores da franquia combinados. Em 31 de dezembro de 2023, Pikmin 4 havia vendido 3,33 milhões de cópias em todo o mundo, com 1,82 milhão vendidas no Japão e 1,51 milhão em outros territórios.